# Gentiana triflora
Espèce
Gentiana triflora est une espèce de plantes de la famille des Gentianacées.

## Liste des sous-espèces et variétés
Selon Tropicos (2 juillet 2024) (Attention liste brute contenant possiblement des synonymes) :
- sous-espèce Gentiana triflora subsp. japonica (Kusn.) Vorosch.
- variété Gentiana triflora var. hormuiensis Hara
- variété Gentiana triflora var. japonica H. Hara
- variété Gentiana triflora var. montana Hara
- variété Gentiana triflora var. triflora